# Wilson Ferreira Aldunate
Wilson Ferreira Aldunate (Nico Pérez, 28 gennaio 1919 – Montevideo, 15 marzo 1988) è stato un politico uruguaiano.

## Biografia
Considerato il principale capo civile del Partito Nazionale dalla metà degli anni '70 fino alla sua morte nel 1988, acquisì notorietà per essersi dichiarato uno dei più importanti oppositori dei governi di Jorge Pacheco Areco e Juan María Bordaberry.
Fu senatore nel 1962 e anche ministro dell'allevamento, dove si dimostrò uno dei maggiori promotori della Commissione per gli investimenti e lo sviluppo economico (CIDE). 
Durante il suo mandato alla guida del ministero, ha presentato sette progetti di riforma strutturale nel settore agricolo, che non furono attuati. Si candidò alla presidenza del suo paese nel 1971, accompagnato sul biglietto da Carlos Julio Pereyra, come suo candidato alla vicepresidenza
Dopo il colpo di stato in Uruguay nel 1973, andò in esilio in Argentina e in Europa, e divenne uno dei più grandi critici della dittatura civile-militare. 
Nel 1976 si recò negli Stati Uniti per denunciare le violazioni dei diritti umani nel suo Paese. Il suo intervento finì per influenzare il Congresso degli Stati Uniti a decidere di sospendere gli aiuti militari alla dittatura. 
Morì di cancro il 15 marzo 1988 a Montevideo. È sepolto nel cimitero di Buceo.